# Матрона Босоножка
Матро́на Босоно́жка (получила известность также как Матро́на-босоно́жка или Матро́на Петербу́ргская, имя при рождении — Матро́на Петро́вна Щерби́нина, в первом замужестве — Румянцева, во втором — Мыльникова, 1833, деревня Ванино, Оделевская волость, Нерехтский уезд, Костромская губерния, Российская империя — 30 марта (12) апреля 1911, Санкт-Петербург) — блаженная, русская странница конца XIX — начала XX века. Получила широкую популярность среди современников. Митрополит Санкт-Петербургский и Ладожский Варсонофий отмечал, что Матрона избрала для себя пути Христа ради юродства и странничества, получив от Бога за аскетические труды и смирение дар прозорливости и чудотворения, её жизнь демонстрирует верующим «конкретный пример одного из множества путей, ведущих человека ко спасению».
Среди известных людей своего времени, близко знакомых с Матроной, были Иоанн Кронштадтский и странник Василий Босоногий. Она состояла длительное время в переписке с императорской семьёй, есть данные о личной встрече странницы и императора Николая II. Сразу после смерти Матроны в Санкт-Петербурге вышла брошюра, посвящённая её биографии. В 2010-х годах встал вопрос о канонизации Матроны Босоножки, в связи с этим были изданы две книги, содержащие обзор архивных документов, связанных с её жизнью.
Фотографии, запечатлевшие внешний облик странницы, были сделаны известными фотографами того времени, среди которых выделялся Карл Булла. В 2000-е и 2010-е годы были сняты документальные фильмы, представившие широкой зрительской аудитории образ и биографию Матроны Босоножки.

## Биография

### Семейная жизнь
Матрона (в ревизских сказках Костромской губернии за 1834 год она записана как Матрёна) родилась в 1833 году в деревне Ванино Оделевской волости Нерехтского уезда Костромской губернии в семье Петра Евстигнеева и Агафьи Нестеровой Щербининых и была крещена 27 марта (8) апреля 1833 года в честь мученицы Матроны Солунской. Семья принадлежала к крестьянскому сословию. Лариса Юревичиене отмечала, что в местных документах 1816—1857 годов фамилия Щербининых не встречается, поэтому предположила, что отец девочки происходил из деревни Щербинино, находившейся неподалёку; по другой версии, семья принадлежала до отмены крепостного права князьям Щербатовым. У Матроны были старший брат Александр и младшие — Иван и Макар.
Наталия Мазалова предполагала, что Матрона Щербинина была крещена в церкви села «Одолеево» [так в тексте статьи]. Она считала, что с детства девочка должна была знать рассказы из жизни блаженного Симона Юрьевецкого, прославившегося именно в этой местности. Исследователь отмечала, что обычно события, свидетельствующие о призвании будущего блаженного к юродству, происходят в детстве или отрочестве, но никаких свидетельств этого в отношении Матроны обнаружить не удалось.
В 17 лет, в 1850 году, Матрона была выдана замуж за Ивана Фёдорова Румянцева, которому к этому времени было 18 лет. Семья проживала в селе Антоново, на родине мужа. К 1857 году у них было два сына: Андрей (5 лет) и Иван (4 года). В это время Иван Румянцев находился на рекрутской службе, на которую был призван в 1855 году. Наталия Мазалова отмечала, что с изменением социального статуса мужа изменился и социальный статус его жены, которая автоматически перешла в разряд солдаток. Солдатка следовала за мужем к месту его службы или занималась отходничеством, что было более частым вариантом. При этом, Матрона, «являясь до этого крепостной», по утверждению Мазаловой, освободилась от крепостной зависимости.
Со службы он вернулся в 1865 году, а в 1870 году умер (в метрической книге отмечено: «неестественной смертью»). Наталия Мазалова утверждала, что произошло это по причине пьянства. Новый статус вдовы с детьми обязывал Матрону оставаться в семье мужа или, получив паспорт, отправиться на заработки. Матрона получила паспорт и отправилась на заработки в Кострому. Там она вышла замуж за местного мещанина Егора Тихоновича Мыльникова и сама была записана в мещане. Предположительно, бакалейная лавка и дом Мыльниковых находились в Костроме на Сергиевской улице. Александр Плотников, лично знавший Матрону и составивший её жизнеописание, изданное в 1912 году в Санкт-Петербурге, и Иван Баженов, магистр богословия и историк Костромской епархии, утверждали, что брак для неё был тяжёлым испытанием и в брачной жизни она перенесла много огорчений. Детей в этом браке не было. Вместе с тем, второй брак дал Матроне новый сословный и социальный статус — вместо крестьянской вдовы она оказалась мещанкой. Позже жизненный путь Матроны уже никак не был связан с крестьянским бытом.
После начала русско-турецкой войны 1877—1878 годов Егор Мыльников был призван в действующую армию. Матрона отправилась вместе с ним в район боевых действий сестрой милосердия. Мазалова отмечала, что сам институт сестёр милосердия возник в России только в середине XIX века под европейским влиянием, но развивался под влиянием православной идеи и добродетели — милосердия. Статус сестры милосердия позволил Матроне освоить некоторые профессиональные медицинские навыки и получить право на оплату своего труда. В этом статусе она — «активный и равноправный член общества, патриот своей родины». Наталия Мазалова даже называет её «гражданкой». Матрона получала жалование в размере 25 рублей и, по сообщению её первого биографа Плотникова, отдавала его раненым воинам. В архивных документах Матрона Мыльникова не была обнаружена в списках сестёр милосердия из Костромы, однако известно, что среди вещей, преподнесённых ею в дар наследнику престола в 1904 году, значилась памятная медаль на освящение храма на Шипке, принадлежавшая Матроне. Чтобы объяснить это противоречие, Лариса Юревичиене выдвинула предположение, что Матрона отправилась на войну волонтёром и либо она сама, либо её муж заслужили эту юбилейную медаль, отчеканенную в 1902 году, как участники героической обороны Шипкинского перевала, в честь которой и была она выпущена.

### Подвижничество

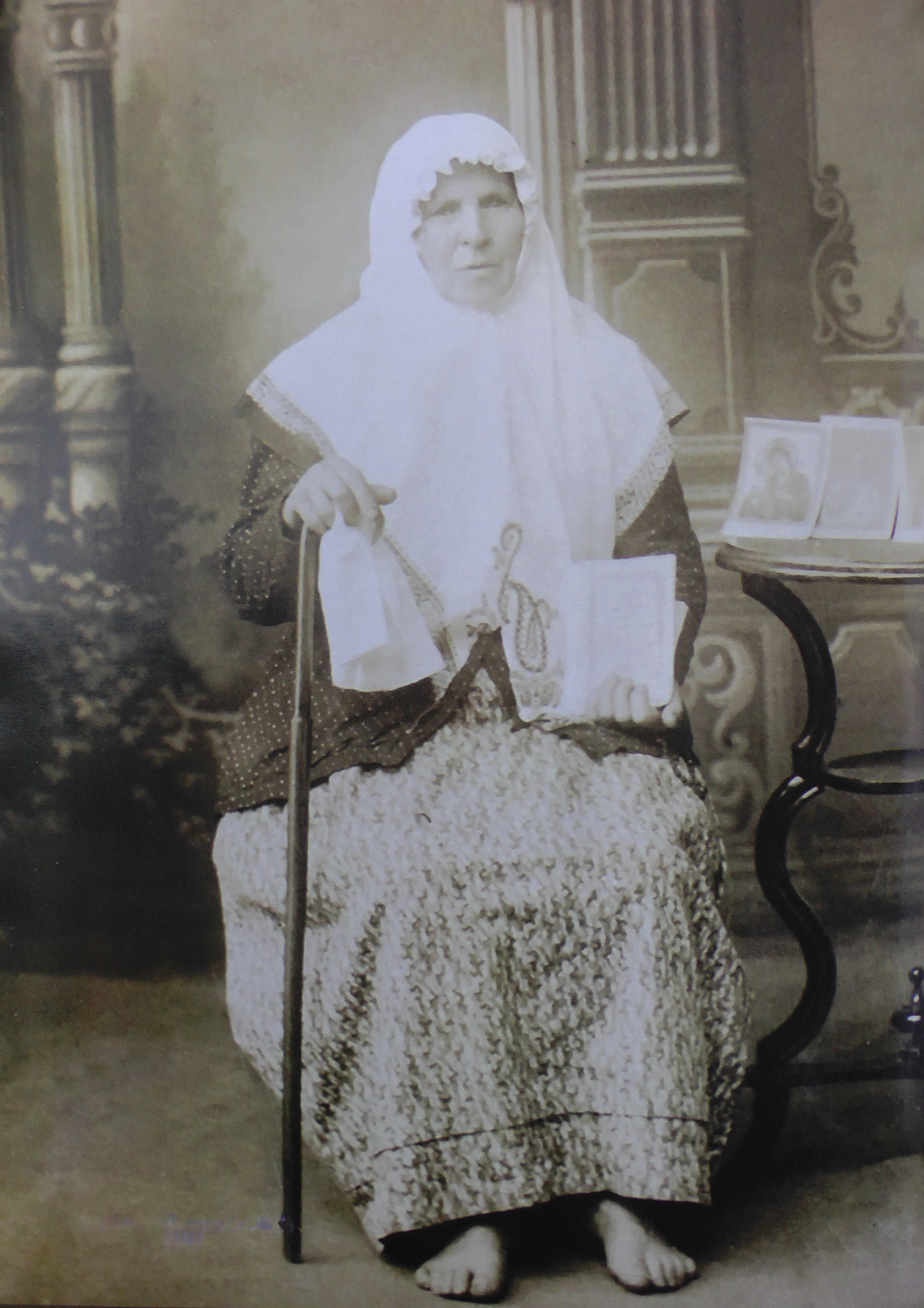
Неизвестный фотограф. Матрона Петербургская, 1897

В ходе войны муж Матроны умер. Когда война закончилась, Матрона распродала имущество, раздала деньги и дала обет странничества босиком. По рассказам самой Матроны, она четыре раза была в Иерусалиме, десятки раз посещала Соловецкие острова (именно они стали когда-то первой её целью), Валаам, Троице-Сергиеву лавру, Саровскую пустынь и другие монастыри. Известно, что она ходила в любую погоду босиком и одевалась только в летнюю одежду белого цвета. Дружеские отношения связывали Матрону с двумя другими известными в Российской империи странниками — Василием Босоногим и Александром Дёминым.
Наталия Мазалова отмечает новые статусы Матроны Щербининой. Оба они связаны с религиозным подвижничеством — статусы странничества и юродства. Смыслом жизни странника является «хождение по святым местам (монастырям, местным сельским святыням) на богомолье». Статус странника, как пишет Мазалова, был неопределённым, он должен был порвать с традициями сословия, к которому принадлежал. Странничество не было нормой для человека, привыкшего к жизни в традиционном обществе. Статус этот обязывал питаться, чем подадут, или, что сами странники смогут заработать, ночевать на постоялом дворе или у частных лиц, а иногда в лесу или в поле, находиться во временной изоляции от людей, разорвать отношения с близкими людьми. Странник рассказывал о своих путешествиях и увиденных святынях. Мазалова отмечала, что записанные современниками рассказы Матроныо «напоминают по стилю и патетике традиционные нарративы странников». Особые обязанности накладывал статус юродства: отказ от ношения обуви, девственность, нарушение общественного порядка. По мнению Мазаловой, обнажение, характерное для мужчин-юродивых, — способ возврата в природное состояние, в этом случае босоногость как частичная нагота, также имеет общекультурной значение, оказывая «позитивное влияние на плодородие», но в христианстве она является символом смирения и почитания Бога.
В странствиях Матрона провела около трёх лет и в 1881 году поселилась в Санкт-Петербурге, где, предположительно, у неё были родственники. Наталия Мазалова считала причинами две:
- Здесь жил её сын.
- Особая мифология и атмосфера Санкт-Петербурга. Здесь в с XVIII по начало XX века подвизались многие юродивые и большинство из них были женщины.

Первые сведения о целительстве и провидчестве Матроны Щербининой относятся только к концу 1890-х годов. Мазалова предполагала, что получение данных даров связано с длительным процессом самосовершенствования и восхождения к Богу, который заключался в молитвах и трудах. Исследователь также допускала, что речь идёт о получении чудес Матроны широкой известности, хотя они совершались и раньше. К ней также обращались с просьбами о получении места на службе и о выходе из затруднительного положения.
Несколько раз Матрона была задержана в Санкт-Петербурге полицией за хождение по городу без обуви. Она была вынуждена отправить в Святейший правительствующий синод прошение о предоставлении ей официального разрешения на следование этому своему обету. В нём она писала:

Полиция говорит, что я смущаю народ, но если я его смущаю, то разве может только доказательством, что Господь посылает ещё милосердие рабам Своим, допуская на морозе не мёрзнуть раздетым ногам у тех, кто дал ему обет в этом послушании. Может ли такое доказательство вселить в души людей иное, кроме поддержки православных заветов.— Лариса Юревичиене. Жизнеописание старицы Матроны Петровны Мыльниковой (Матроны Босоножки)

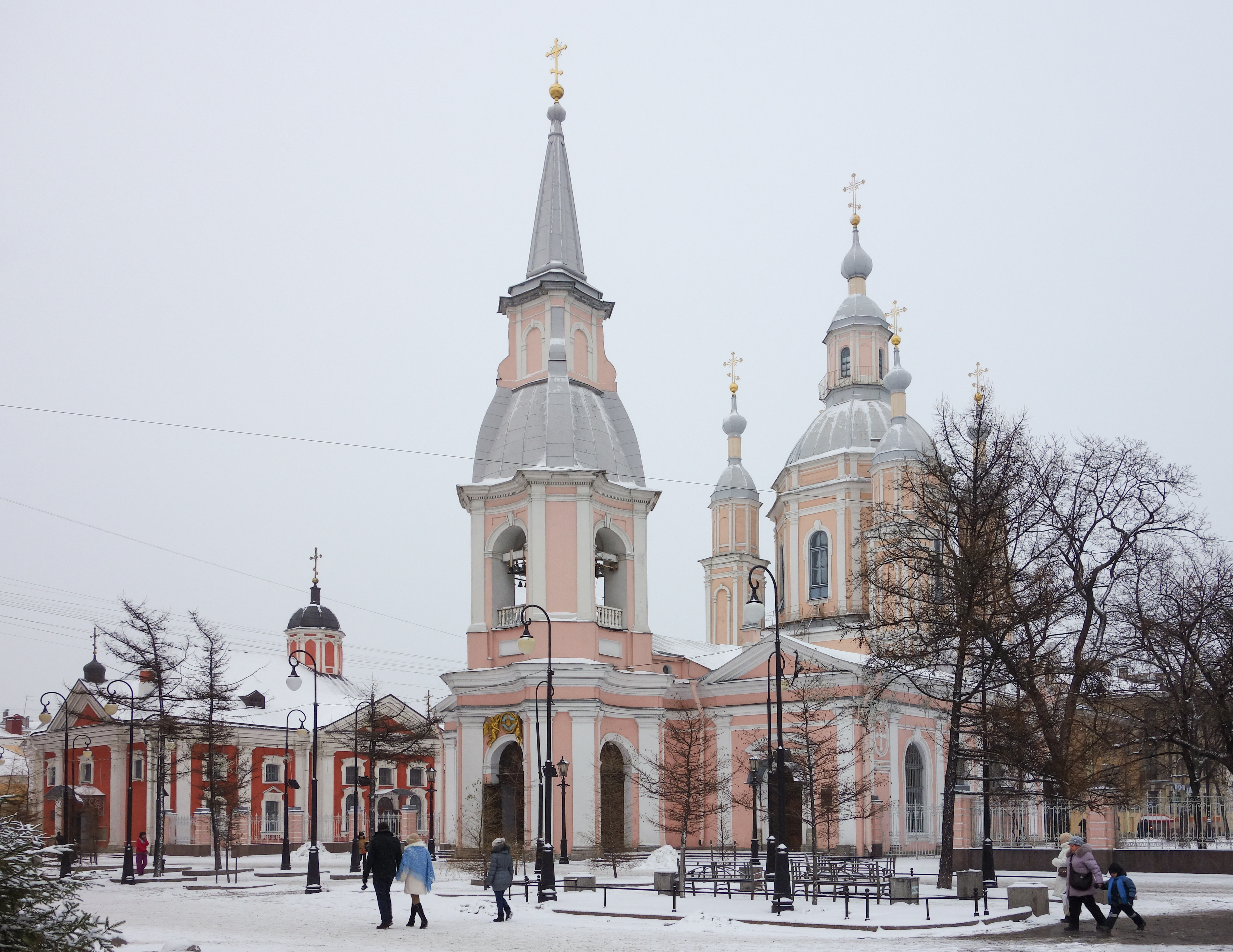
Андреевский собор, 2015

В столице Матрона Мыльникова проживала сначала на Петроградской стороне, а позже — на Васильевском острове, где постоянно посещала Андреевский собор. Впоследствии она жила на Большой Морской улице. Матрона получила широкую известность в городе как советчица в тяжёлых обстоятельствах жизни и целительница. Она принимала по 500 человек в день на своей квартире по понедельникам и четвергам. По донесениям полиции, на улице вокруг неё собиралось до трёхсот почитателей. Популярность странницы вызвала беспокойство церковных властей и полиции. Было проведено следствие. Слушание её дела происходило в Духовной консистории в октябре 1897 года. Протокол заседания предписывает причту прихода «неослабное наблюдение за религиозными убеждениями» Матроны, ей запрещалось принимать посетителей и собирать деньги на масло и свечи. В январе 1898 года она была привлечена к ответственности у мирового судьи за «хождение без надлежащего дозволения с книгами и образами для сбора на церкви, монастыри и другие богоугодные заведения, когда при том не было мошенничества», но была оправдана.

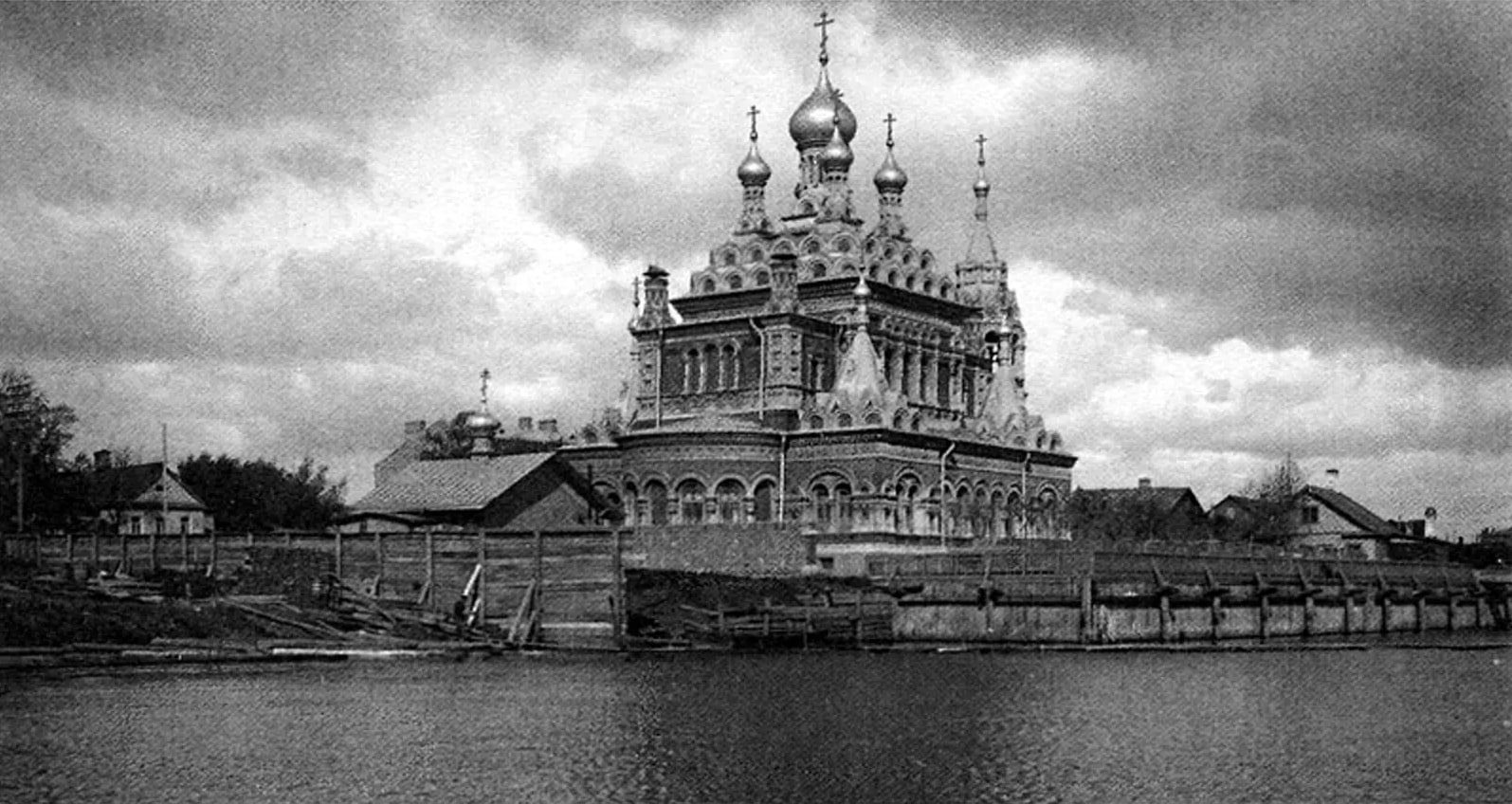
Церковь иконы Божией Матери «Всех Скорбящих Радость» на фотографии 1900 года

Последние 14 или 16 лет Матрона прожила у часовни Скорбящей Божией Матери на территории Стеклянного завода (он находился за Невской заставой). Это был промышленный район столицы, где в то время располагалось более 30 заводов. Преобладали деревянные дома, не было канализации, здесь располагалась городская свалка, из-за антисанитарии тут начинались эпидемии холеры и сыпного тифа, рабочие жили впроголодь, был распространён алкоголизм.
Вместе со странником Василием Босоногим Матрона собирала деньги на строительство здесь храма во имя иконы «Всех скорбящих Радость» (с грошиками). Она также участвовала в сборе средств на строительство церкви в селе Ферязкино Микулинской волости Старицкого уезда Тверской губернии.

### Смерть и погребение
Матрона Босоножка умерла 30 марта (12) апреля 1911 года. Возле дома почившей несколько дней собирались большие толпы (в толпе стояли представители самых разных слоёв населения — от нищих и фабричных рабочих до купцов, чиновников и нарядно одетых аристократок, много было священников), а сообщения о её смерти и о прощании с телом странницы печатали день за днём крупные столичные газеты. Тело Матроны было похоронено 4 (17) апреля 1911 позади часовни Всех скорбящих Радость на берегу Невы в присутствии более 20 000 человек.
Иван Баженов описывал первоначальное захоронение: под землёй расположен склеп, над которым размещена плита. Поверх неё насыпана земля, образовавшая холмик, могила «убрана ельником», над ней водружён крест. Позже над могилой была выстроена деревянная часовня с двумя окнами, в ней находилось невысокое надгробие, покрытое малиновой пеленой. Большой белый деревянный крест имел надпись: «Здесь покоится тело рабы Божией старицы Матрены Петровны Мыльниковой (Матренушки-босоножки), скончавшейся 30 марта 1911 года на 78 году. Мир праху твоему». На стенах часовни было много икон из квартиры самой Матроны. В годы Советской власти место погребения сровняли с землёй и засыпали строительным мусором.

## Личность Матроны Босоножки

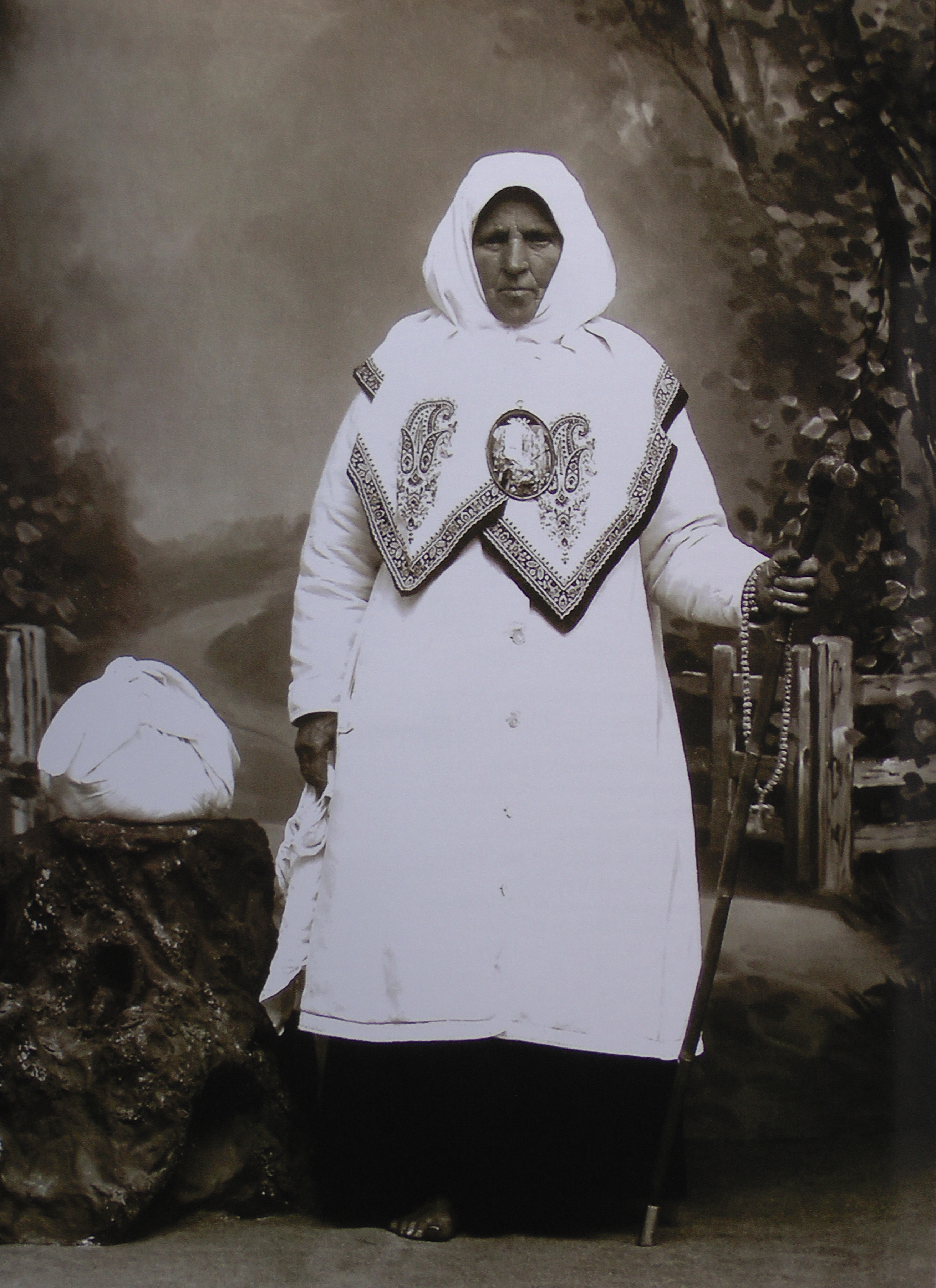
Карл Булла (или его ателье). Матрона Босоножка, до 1911

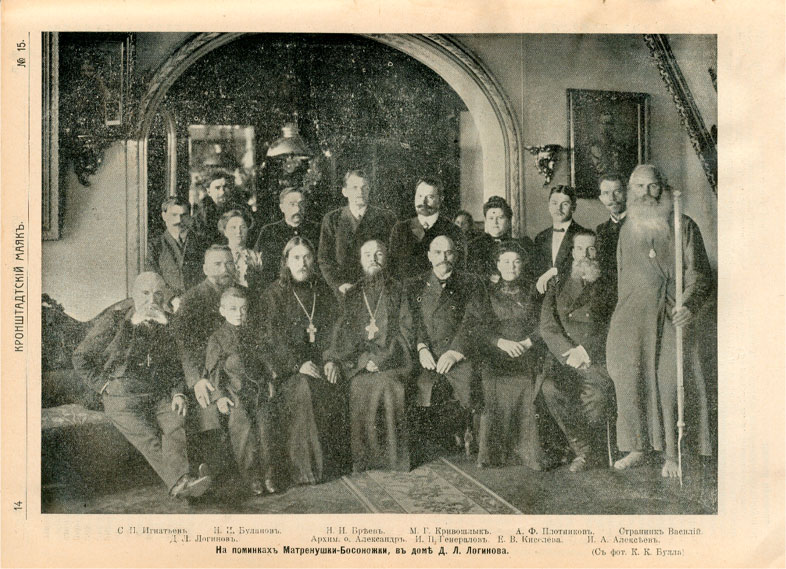
Карл Булла. Страница из газеты «Кронштадтский маяк» с фото присутствовавших на поминках Матроны Босоножки, 1911

Доктор исторических наук Наталия Мазалова пишет в статье «Становление и деятельность петербургской целительницы и прорицательницы юродивой Матроны Босоножки» (2022), что «Юродивая в восприятии окружающих предстает как реально живший человек, как стереотипизированный социальный образ и как мифологический образ, причём три эти образа накладываются друг на друга». Поэтому с Матроной связано большое число легенд и «её личность следовало бы определить как мифологизированную».
В течение почти всей своей жизни Матрона отличалась крепким здоровьем. При этом она вела аскетический образ жизни. Корреспондент газеты «Ведомости Санкт-Петербургского Градоначальства и Столичной полиции» писал:

Питалась Матрёнушка похлёбкой, которую варила для себя в небольшой чашке, и эту похлёбку поглощала несколько дней, а больше мочёным хлебом. А чай и кофе она смешивала и заваривала в чайнике, утоляя этим жажду. Вот и всё её питание, если не считать просфоры.— Ведомости Санкт-Петербургского Градоначальства и Столичной полиции
Было известно, что Матрона 30 лет не ходила в баню, ограничиваясь только обмыванием ног и головы. Деньги, полученные от верующих, она стремилась раздать немедленно, объясняя это тем, что живёт только для Бога и не хочет, чтобы после смерти у неё их нашли. Корреспондент газеты «Ведомости Санкт-Петербургского Градоначальства и Столичной полиции» побывал у старицы и так описывал её жилище: дверь в двухэтажном доме, сделанном из брёвен и ба́рочных досок, не запирается, каморка находится на втором этаже, и одиночная тюремная камера показалась бы в сравнении с ней роскошью, потолок и стены покрыты копотью и изъедены насекомыми, спала Матрона на железной кровати, покрытой ветошью. Освещена была комната, которую журналист сравнил с могилой, только лампадами перед старинными образами.

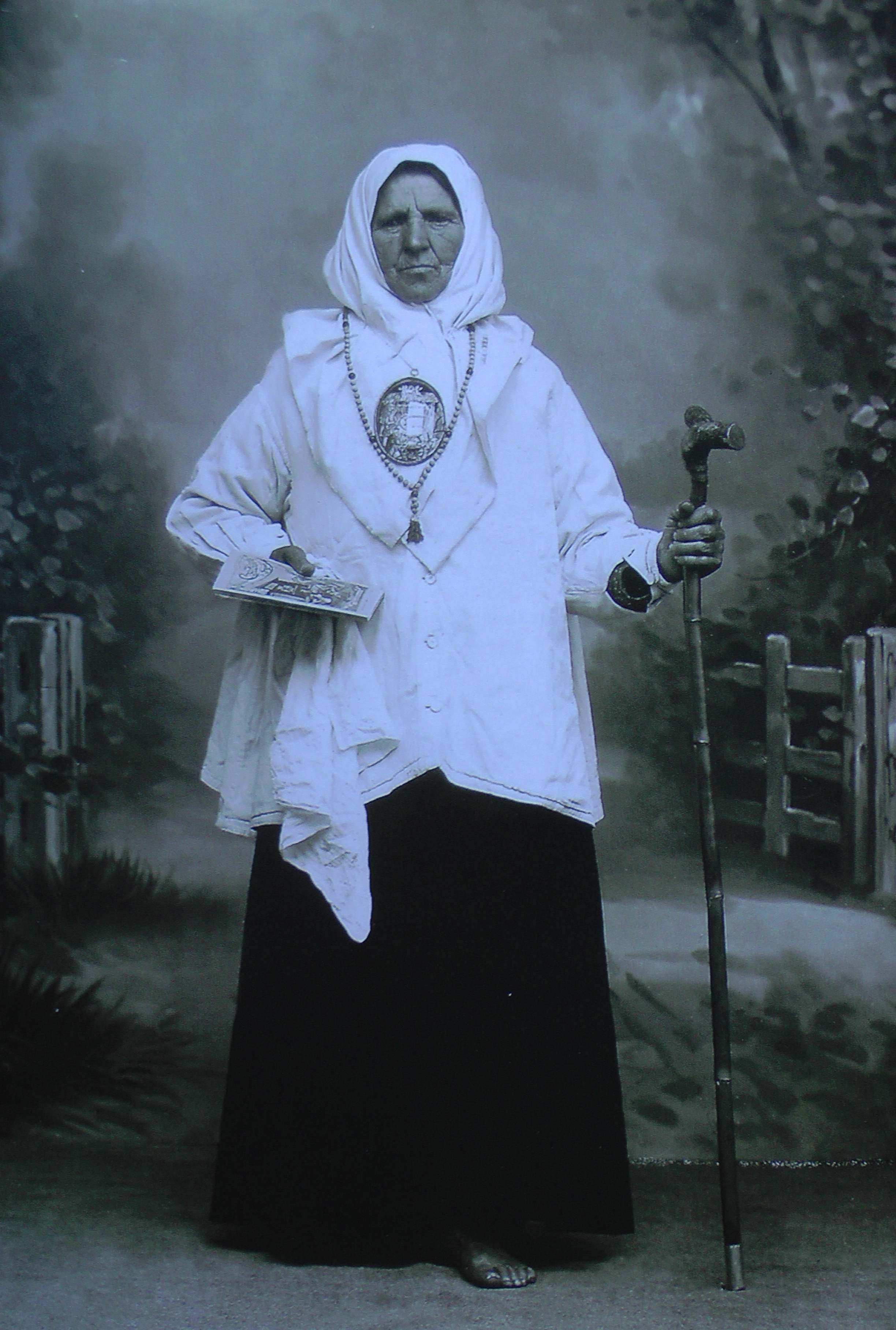
Карл Булла (или его ателье). Портрет странницы Матроны Босоножки, до 1911

Александр Плотников сообщал, что редкий прохожий, идя мимо квартиры Матроны, не заходил к ней. Обычно у неё просили молитв по случаю жизненных неудач и болезней. Многие обращались к ней за советом и утешением. Посетители жертвовали от нескольких копеек до пятисот рублей. Эти деньги Матрона либо раздавала нуждающимся, либо отправляла в качестве пожертвований (иногда в виде приобретённой в столице церковной утвари) в монастыри и бедные приходы. Баженов приводил свидетельство современницы:

Жили мы с мужем за заставой в большой нужде — у нас пятеро ребятишек. На беду случился пожар, в котором погибли все наши пожитки. За помощью обращаться было некуда. Пошла я к Матрёнушке, а она и говорит: «Большое у тебя горе, но не тужи: оправишься», и тут же суёт мне в руки четвертной билет. Я так и обомлела от радости. «Выйдут деньги, приходи ещё»… Я была ещё раза три у Матрёнушки и всегда от неё получала что-нибудь из вещей или денег.— Иван Баженов. Матрёнушка-босоножка
По убеждению некоторых современников, Матрона обладала даром прозорливости. Среди её почитателей преобладали бедняки, но были и представители интеллигенции, средних слоёв общества и высшего света. Матроне припысываются предсказания судьбы председателя Совета министров Российской империи Петра Столыпина, а также генерал-губернатора Приамурского края Николая Гондатти. По словам Мазаловой, в 1910 году Матрона предсказала и трагическую судьбу России: «…у меня семь лампадочек погасло… В Россиюшке что-то будет нехорошо».
Сохранились описания исцелений, как считалось, совершившихся по молитвам Матроны, среди них — в отношении запойных алкоголиков. Посетителей Матрона обычно окропляла святой водой и благословляла иконой. К ней приходили письма из разных городов и сёл России, иногда их приносили к старице с почты мешками.
Священник Андреевского собора Андрей Нумеров писал, что некоторые почитатели обращались к Матроне с просьбой погадать, но она отвергала подобные предложения, заявляя, что не является колдуньей или гадалкой, поэтому может только помолиться вместе с просящим, встав на колени перед образами, об исполнении его желания. Молилась она молча, произнося вслух только отдельные фразы. Матрона всегда отказывалась от денег за молитву, предлагая пожертвовать их на лампадное масло и свечи. Нумеров отмечал, что считает старицу безусловно православным человеком, и подчёркивал, что она исповедовалась Иоанну Кронштадтскому и принимала причастие от него. Фотография в журнале «Кронштадтский маяк» запечатлела Матрону рядом с Иоанном Кронштадтским при закладке дома купца Д. Л. Логинова 19 мая 1906 года.

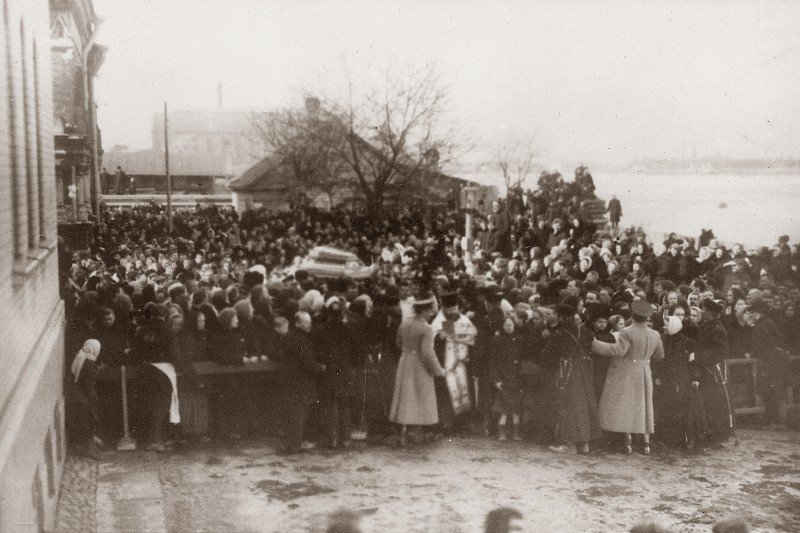
Похороны старицы Матроны, 1911 год

Русский писатель и православный публицист Евгений Поселянин в 1916 году опубликовал книгу «На молитве. В тишине и в буре». Одна из глав этой книги под названием «Жажда духовная» посвящена воспоминаниям о случайной встрече писателя с Матроной. Он описывал её как босоногую женщину «с горящими глазами» в белой одежде, «нёсшую в руках плетёную закрытую корзинку больших размеров и опиравшуюся на кованную металлом и очень, по-видимому, тяжёлую палку». Влиятельная знакомая Поселянина когда-то вступилась за старицу перед полицией. Её личный разговор с градоначальником заставил полицейских оставить Матрону в покое. Поселянину понравилась манера общения Матроны с её случайной и малознакомой собеседницей из-за «отсутствия условностей» и «простоты отношений». Беседа шла о том, что у Матроны умер близкий человек и что оставшихся после него сирот она привезла в столицу (корзина предназначалась для их вещей). Стоявшие рядом с ней случайные прохожие воспринимали старицу различно: с любопытством, с насмешкой, с жалостью, с благоговением.
Доктор исторических наук Наталия Мазалова отмечала специфику юродства Матроны Босоножки: «В отличие от игры традиционных юродивых, в актёрстве Матроны нет смехового элемента, юродства. Она не обличала пороки мира, а собственным примером демонстрировала нравственный идеал жертвенности. Матрона напоминала драматическую актрису, играющую роль древней святой. Такое поведение юродивой не только характеризует петербургский тип юродства, но и является отражением эпохи, в котором присутствовало ощущение приближающей катастрофы, гибели Российской империи».
Поселянин сравнивал Матрону с юродивыми времён Ивана IV Грозного, которые «говорили правду грозным царям и ходили, как вот эта старуха, глашатаями каких-то иных, простых и несложных начал жизни, отрицателями всяких условностей, в которых мы безнадёжно запутались и погибаем». Евгений Поселянин отмечал, что народ видит в ней «сильный дух, презрение к плоти, свободу от земных условий», пытается «доверить таким людям свои болести и горе». По его мнению, большая роль Матроны в сознании простых людей связана «со страшным показателем глубокой ненормальности в деле нашего пастырства». Из-за этого верующие идут не к священнику, а «бросаются к таким несомненно симпатичным (когда они искренние), но несомненно всё же как-то экзотическим явлениям, как братцы Иванушки или Матрёны Босоножки…».
С 1909 года странница стала готовиться к смерти: по воскресеньям она причащалась Святых Тайн (Наталия Черных писала, что частое причастие не было принято в те времена), несколько раз за оставшиеся два года жизни соборовалась. Старший цензор Петербургского духовно-цензурного комитета архимандрит Александр говорил на похоронах Матроны, что «её религиозность была религиозностью простого русского народа» и что она «возложила на себя духовный подвиг — обет юродства Христа ради».

## Матрона Босоножка и императорская семья
В документах Канцелярии Её Императорского Величества, Канцелярии Министерства императорского двора и управляющего делами детей Их Императорских Величеств присутствуют документы, свидетельствующие о принятии с 1896 года и до смерти странницы императорской семьёй подарков, которые ей направляла Матрона по случаю религиозных праздников. Среди таких подарков: иконы, просфоры, лампадное масло, предметы церковного обихода. В 1901 году образ Николая Чудотворца, однако, был отклонён и возвращён дарительнице со ссылкой на решение Духовной консистории 1897 года.

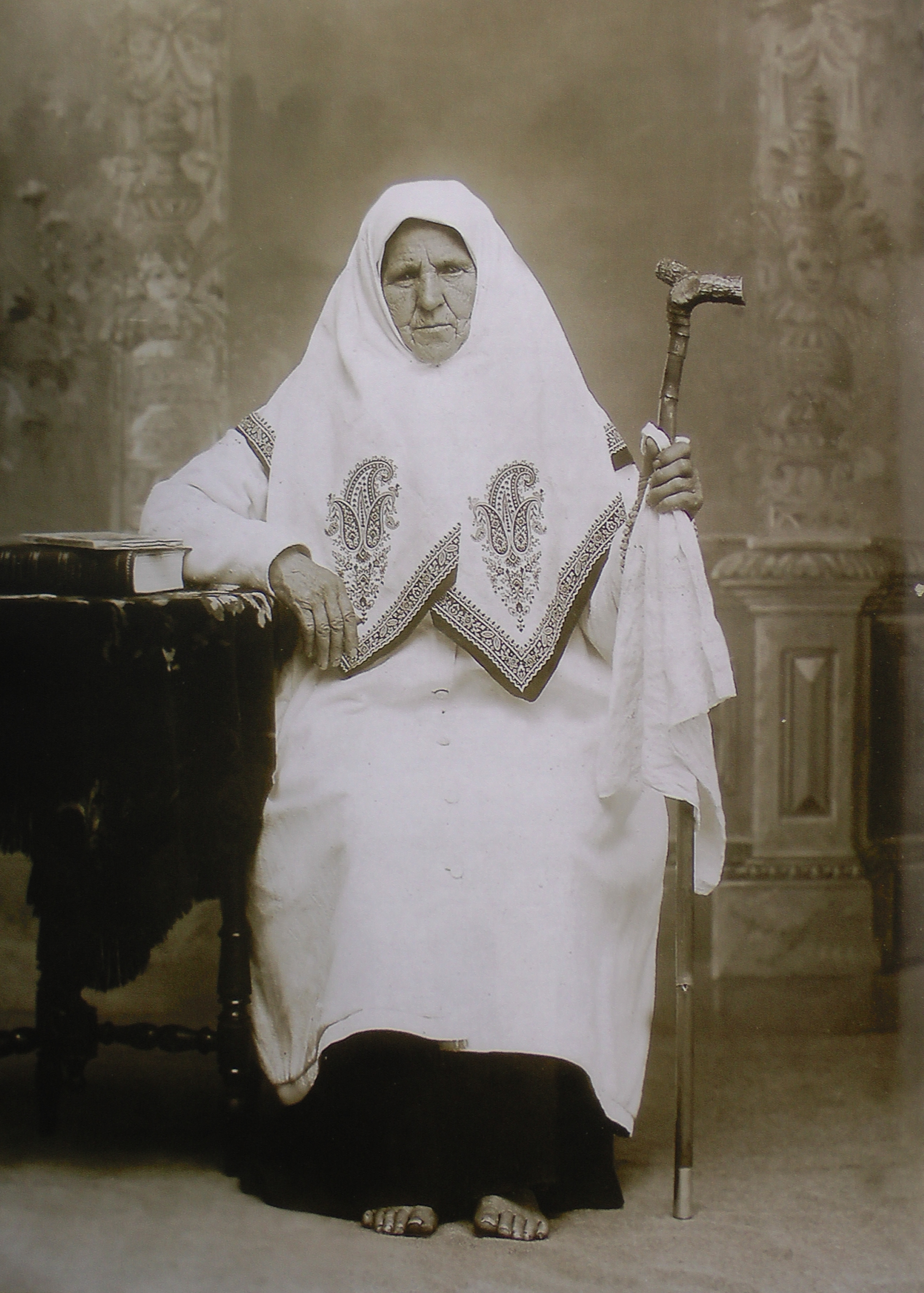
Карл Булла (или сотрудник его ателье). Матрона Петербургская, до 1911

Некоторые источники утверждают, что Матрона была лично представлена царской семье и имела «свободный доступ» во дворец, а Николай II и Александра Фёдоровна «слушали её часами». Доктор исторических наук, профессор Санкт-Петербургского государственного университета Михаил Ирошников и Юрий Шелаев в книге «Николай II — последний российский император. Фотолетопись жизни», изданной в 1992 году, называли Матрону Босоножку «ворожеей» и отмечали большое её влияние на императорскую семью. Доктор философии по истории Дуглас Смит писал о появлении при дворе Матроны-босоножки после отъезда из России другого фаворита — француза Низье Ансельма Филиппа. Этой же версии придерживаются некоторые современные средства массовой информации. Российское агентство международной информации «РИА Новости» сообщало в 2019 году: «…приглашения в Царское Село удостаивались наиболее знаменитые юродивые и блаженные. До Распутина были Матрёнушка-босоножка — неграмотная дочь крестьянина, даже зимой ходившая в летней одежде и босиком; Паша Саровская — бывшая крепостная, долгое время жившая в выкопанной самостоятельно пещере…».
Кандидат исторических наук и биограф Николая II Пётр Мультатули обращал внимание на то, что в соответствии с достойными доверия источниками личные встречи императора «с духоносными подвижниками» носили обычно одноразовый характер, при этом встречаться с ними он «предпочитал с глазу на глаз, в крайнем случае, в присутствии Государыни». Примером этого, с его точки зрения, может служить «петербургская блаженная Матрона Босоножка, по словам А. А. Вырубовой, [она] один раз вручила в Петергофе Государю икону».
Художественный критик Наталия Черных утверждала, что «первые лица государства» приезжали к Матроне для беседы, а особое почтение испытывала к Матроне великая княгиня Елизавета Фёдоровна. Узнав о смерти старицы, она плакала, по её распоряжению был прислан на могилу венок.
В одном письме (от 6 декабря 1904 года) Николаю II Матрона сообщает о передаче императорской семье в дар золочёного иконостаса размером 4,5 × 1,5 аршина и золочёного подсвечника к нему. В этом письме она просила дать разрешение на строительство «Алексеевского подворья града Иерусалима» в честь рождения наследника престола вблизи церкви иконы Божией Матери «Всех Скорбящих Радость» и выделить необходимый для строительства участок земли. Император перенаправил прошение в Синод, который отверг предложение странницы, исходя из двух положений:
- неопределённость указанных в прошении Матроной имеющихся у неё денежных средств на строительство;
- отсутствие данных о согласии патриарха Иерусалимского на строительство подворья в Санкт-Петербурге.

## Матрона Босоножка в исторических исследованиях и культуре

### В российском краеведении, публицистике и исторической науке

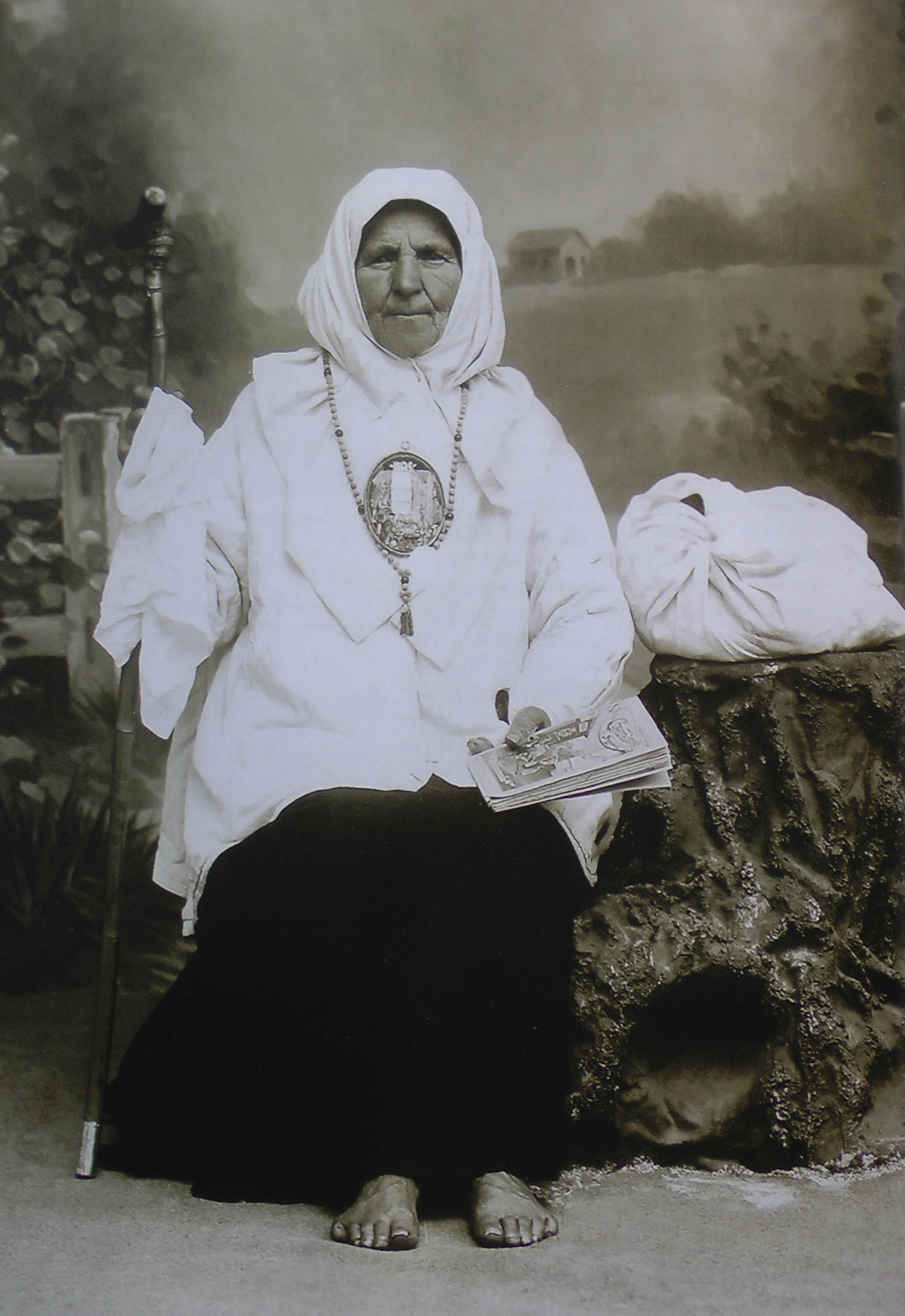
Карл Булла (или фотограф его мастерской). Матрона Петербургская, до 1911

В 1912 году в Санкт-Петербурге вышла небольшая брошюра «Жизнеописание в Бозе почившей рабы Божией Старицы Матроны Петровны Мыльниковой (Матрёнушки-Босоножки)». Её автор — Александр Плотников, бывший председатель уездного съезда крестьянских начальников Сибири, — хорошо знал старицу. Он был одним из двух организаторов её похорон. Известный авантюрист и интриган Сергей Труфанов, в то время — иеромонах Илиодор, в своих воспоминаниях о Григории Распутине утверждал, что может (при наличии у читающей публики интереса к этой теме) написать целую книгу о Матроне-босоножке.
Доктор философских наук, профессор Московского государственного университета имени М. В. Ломоносова Светлана Девятова в 2009 году посвятила отдельную главу Матроне Босоножке в книге «Православные подвижницы ХХ столетия». В 2011 году в издательстве Свято-Троицкого Зеленецкого мужского монастыря вышла книга «Петербургская старица Матрёнушка-Босоножка». Она состоит из двух частей. Первую составляет репринтное издание биографии Матроны, написанной Александром Плотниковым, а вторую — современное жизнеописание старицы, основанное на работе с архивными и изданными к этому времени научными и научно-популярными источниками.
В 2018 и 2019 годах двумя изданиями вышла в связи с подготовкой канонизации Матроны книга «Жизнеописание старицы Матроны Петровны Мыльниковой (Матроны Босоножки)». Текст основан на работе с архивными материалами и принадлежит краеведу и сотруднице отдела по канонизации святых и изучению истории Тихвинской епархии Ларисе Юревичиене. В работе над книгой принимала участие кандидат культурологии Лариса Сизинцева, а развёрнутое вступление «Жизнеописание православного подвижника: между биографией и агиографией» написал кандидат исторических наук, сотрудник Санкт-Петербургского института иудаики и доцент Санкт-Петербургского государственного университета культуры и искусств Николай Петров.
В 2022 году в журнале «Вестник антропологии» появилась статья доктора исторических наук, старшего научного сотрудника отдела этнографии восточных славян и народов Европейской России Музея антропологии и этнографии имени Петра Великого Российской академии наук Наталии Мазаловой «Становление и деятельность петербургской целительницы и прорицательницы юродивой Матроны Босоножки». Исследователь провела анализ изменения социального статуса блаженной. Особое внимание Мазалова уделила проблеме выбора Матроной подвига юродства. По мнению исследователя, он был обусловлен событиями несчастной личной жизни, смертью двух мужей, пребыванием в социальных статусах солдатки и сестры милосердия, а также пережитыми ужасами войны. Мазалова отмечала, что во время Пандемия эпидемии коронавируса массового заражения жителей прилегающих кварталов не произошло. Прихожане местной церкви считают, что это произошло из-за заступничества Матроны Босоножки. Свою статью Мазалова завершает словами: «Её святость — это высший нравственный идеал поведения, а её неустанная помощь людям — это жертвенность особого рода».
Ещё одну статью, посвящённую Матроне Босоножке, под названием «Целительские аспекты культа блаженной Матроны Босоножки в петербургской прихрамовой среде» Наталия Мазалова опубликовала в 2021 году в журнале «Медицинская антропология и биоэтика». Автор статьи обратила внимание на психофизиологические состояния блаженной во время осуществляемых исцелений и предсказаний, а особо — на их игровую сторону. Она отмечала огромное количество зафиксированных в письменной форме рассказов о чудесах Матроны, по мнению исследователя, это — «уникальный случай для фольклора прихрамовой среды отдельной церкви».
Художественный критик Наталия Черных посвятила Матроне раздел в своей книге «Подвижницы. Святые женщины нашего времени» (2019). Архимандрит Феофан главу в книге «Неблаженные блаженные святые. Рассказы о необыкновенных подвижниках» (2017), посвящённую Матроне, назвал «У высоты Престола». В 2010 году в серии «Православная библиотека» в Санкт-Петербурге была издана книга православного публициста Анны Печерской «Пути блаженных», её героями стали четыре праведницы: Ксения и Матрона Петербургские, Мария Гатчинская и Любушка Сусанинская. Член Союза писателей Санкт-Петербурга и автор 60 книг Юлия Андреева посвятила главу в своей книге «Мифы о призраках. Путеводитель по мистическому Петербургу» краткому обзору жизни старицы Матроны Босоножки.
Осенью 2022 года в цокольном этаже храма иконы Божией Матери «Всех скорбящих Радость» (с грошиками) открылся музей. Центральное место в экспозиции занимает сама икона. Представлены также элементы внешней и внутренней отделки разрушенного первоначального храма, информация о служивших в нём священнослужителях и краеведческий материал. Особое место занимают стенды, посвящённые Матроне Босоножке: фотографии и графика с её жизнеописанием, в особом индивидуальном аудиоустройстве, доступном посетителям бесплатно, можно услышать истории чудес, связанных с Матроной. Регулярно проводятся экскурсии.

### В фотоискусстве и кинематографе
Фотографии, запечатлевшие внешний облик странницы, были сделаны крупными фотографами того времени, среди которых выделялся Карл Булла.
На российском федеральном телеканале ТВ-3 в 2010 году был снят 45-минутный документальный фильм «Святые. Три Матроны», посвящённый, помимо Матроны Босоножки, также Матронам Анемнясевской и Московской (режиссёр — Александр Куприн, автор — Наталия Зимина). В том же году на студии ABC был снят 13-минутный документальный фильм «Петербургское чудо» (автор и режиссёр — Александр Соколов). Он посвящён храму во имя чудотворной иконы Скорбящей Божией Матери (с грошиками), эпизод этого фильма рассказывает о Матроне Босоножке.
В 2016 году состоялась премьера художественно-публицистического фильма «Хранительница Невской заставы» (автор сценария и режиссёр — Николай Шеляпин, консультант — кандидат философских наук Ирина Москвина). Он был снят по благословению митрополита Санкт-Петербургского и Ладожского Варсонофия, входит в цикл фильмов о неканонизированных подвижниках Санкт-Петербурга и демонстрировался на телеканале «Союз».

### В поэзии и музыке
Доктор исторических наук Наталия Мазалова, анализируя деятельность Матроны в качестве сестры милосердия, писала, что раненые часто называли таковых «святыми» и «ангелами». Исследователь отмечала, что этими характеристиками наделяет Матрону Босоножку в своих произведениях и православная поэтесса Лилия Евсеева. В песне «Белый ангел», посвящённой Матроне Босоножке о ней сказано: «И русскому люду — богатым и бедным, Сестрой во Христе милосердья была». С точки зрения Мазаловой, образ этот соединяет сразу два понятия: 1) «сестра во Христе», то есть христианка, 2) «сестра милосердия» в качестве врачевательницы и утешительницы. Во втором аспекте своей деятельности милосердие Матроны выступает как деятельная сила и важный ценностный ориентир.
Наиболее известное явление Матроны Босоножки произошло в январе 2020 года иконописцу Александру Большакову, запись рассказа которого сделал священник Геннадий Беловолов. Матрона предстала в белой одежде, «истово молилась, а затем исчезла, оставив на снегу следы босых ног». За несколько лет до этого священник написал стихотворение «Следы на снегу», в котором как раз присутствует образ «следов Матроны на снегу».

## Проблема канонизации
Митрополит Санкт-Петербургский и Ладожский Варсонофий отмечал, что Матрона избрала для себя пути Христа ради юродства и странничества, получив от Бога за аскетические труды и смирение дар прозорливости и чудотворения, её жизнь демонстрирует верующим «конкретный пример одного из множества путей, ведущих человека ко спасению». С его слов, чудеса, «которые происходят [уже в наше время] от молитвенного соприкосновения с почившим праведным человеком [имеется в виду Матрона], становятся одним из оснований к прославлению».
Одним из наиболее известных посмертных чудес, приписываемых Матроне Босоножке, — спасение в 1963 году сделавшего аварийную посадку на Неву неподалеку от могилы блаженной самолёта с неисправными двигателями. Самолёт, его пассажиры и экипаж не пострадали. Согласно легенде, среди пассажиров на борту был будущий Патриарх Московский и всея Руси Алексий II, в то время — епископ Таллинский. Верующие также считают, что блаженная и в настоящее время исцеляет от онкологических болезней, изгоняет беса, алкоголизма, наркотической зависимости, является верующим во снах, лечит от бесплодия, от болезней ног (для этого нужно обойти могилу Матроны).
Ульяна Маурере в докторской диссертации писала, что, хотя среди современных канонизированных святых в большей степени представлены мученики, наиболее почитаемыми в настоящее время, как и раньше на Руси XV — первой половины XVII веков, являются юродивые. К числу самых почитаемых, по её утверждению, современным населением России, особенно женщинами, относится Матрона-босоножка Петербургская, наряду с Матроной Московской, Любовью Рязанской и Ксенией Петербургской.
Икона, которая была подарена Матроне Босоножке в 1903 году в Иерусалиме архимандритом Макарием Мильярасом
Попытки канонизации Матроны-босоножки предпринимались с 1991 года, однако они завершились тогда неудачей ввиду нехватки достоверной информации. Брошюра Александра Плотникова содержала и явно недостоверные факты. Некоторые из утверждений, казавшихся тогда ошибочными, впоследствии подтвердились. У Плотникова, например, было написано, что Матрона посетила Иерусалим, но доказательств этого не было. Подтверждение нашлось в 1990-е годы, когда Государственный музей истории религии раздавал по вновь открытым храмам иконы, художественная и историческая ценность которых была невелика. К числу таких икон относился литографический образ начала XX века. Надпись на его обороте свидетельствовала, что он подарен Матроне в память о поездке в Иерусалим в 1903 году.
Могила старицы и её гроб из белого металла со скульптурными изображениями плачущих ангелов на крышке были обнаружены 3 мая 1995 года (Светлана Девятова называет 1997 год). Гроб не был вскрыт и оставлен в могиле (лишь на одну ночь его занесли в храм, где над ним братия Зеленецкого монастыря и прихожане читали Псалтирь) под созданным над этим местом надгробием. В настоящее время могила является местом поклонения паломников.

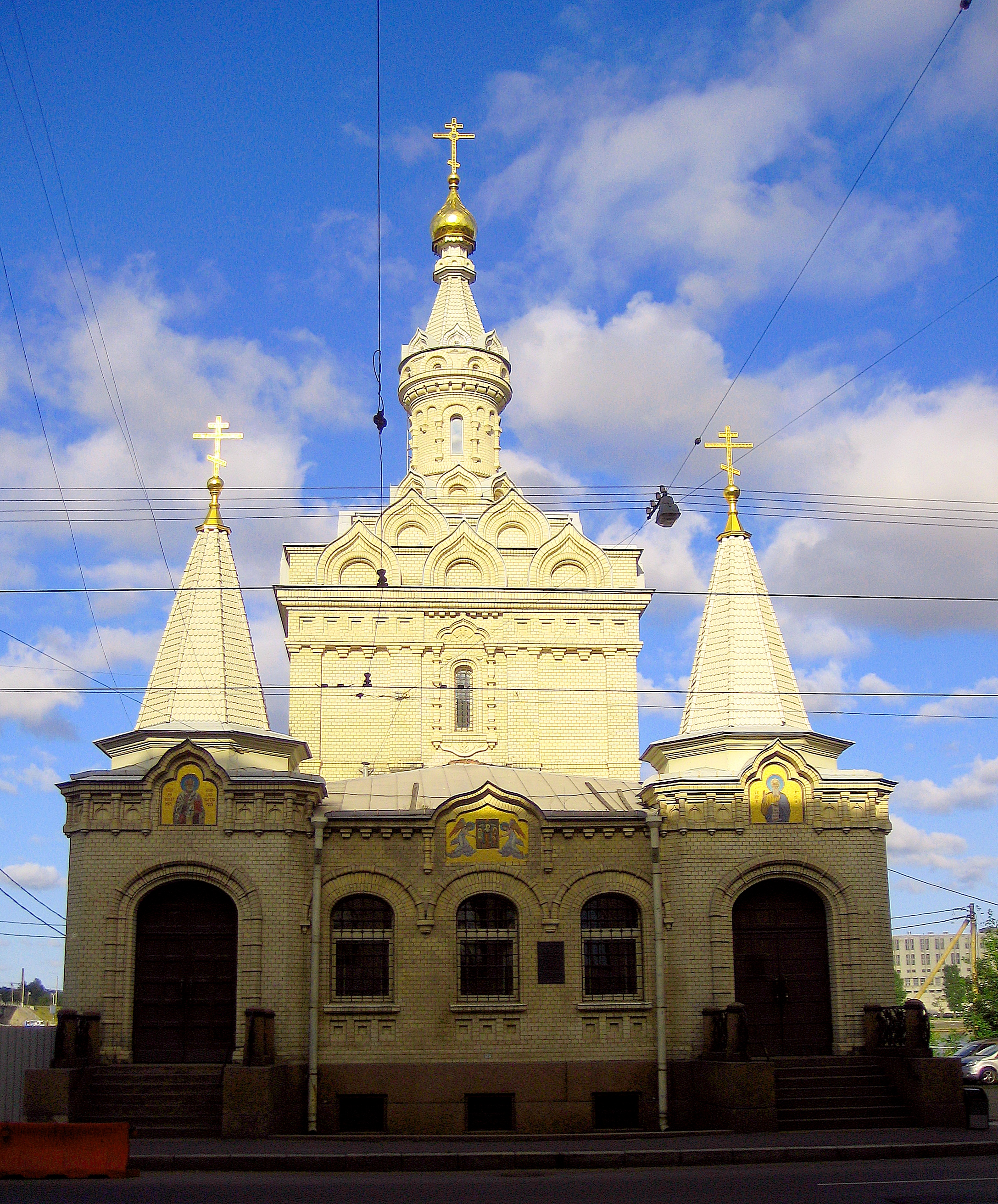
Часовня (ныне — храм) иконы Божией Матери «Всех Скорбящих Радость» (с грошиками), за которой похоронена Матрона, 2017

С 1995 года монахи Свято-Троицкого Зеленецкого мужского монастыря и прихожане Скорбященской часовни собирали свидетельства о чудесах, совершавшихся по молитвам Матроны Босоножки. В апреле 2013 года игумен монастыря Пахомий (Трегулов) направил епископу Тихвинскому и Лодейнопольскому рапорт с просьбой ходатайствовать перед Синодальной комиссией о причислении Матроны к лику святых, однако из-за недостатка материалов прошение в комиссию по канонизации было отложено. В марте 2015 года на родину Матроны была отправлена специальная экспедиция для поиска документов. К тому времени существовали несколько сомнительных эпизодов её биографии:
- долгое время считалось, что Матрона родилась в 1814 году[122][Прим 9][Прим 10]. Второй супруг не мог быть моложе неё, а по закону о воинской повинности 1874 года призыву подлежали только лица от 21 до 43 лет. В 1877 году (призыв на русско-турецкую войну) супругу Матроны должно было быть более 60 лет;
- по свидетельству первого биографа странницы Плотникова, а также Ивана Баженова, Матрона в Иерусалиме приняла схиму с именем Мария[Прим 11][124][126][121]. Свидетельств этого в архивных документах нет[121].

Проблема канонизации старицы привлекала внимание светских учёных. Кандидат социологических наук Кирилл Емельянов в статье «Социальные аспекты современных канонизаций Русской православной церкви» в сборнике научных статей «Новые церкви, старые верующие — старые церкви, новые верующие. Религия в постсоветской России», изданном в 2007 году, даже ошибочно сообщил: «Часто такая неформальная канонизация становится причиной формального прославления. Например, блаженная Матронушка Босоножка, после почитания народом её могилы, была канонизирована [канонизация ещё только готовилась в это время] официально».
Осенью 2015 года была создана рабочая группа по сбору архивных материалов к жизнеописанию Матроны Босоножки, которая работала в архивах Санкт-Петербурга, Москвы, Костромы и Иванова. Помощь в поисках и в научной обработке данных оказывали кандидат исторических наук, магистр богословия, преподаватель Хайфского университета Александр Занемонец, кандидат исторических наук, начальник отдела Государственного архива Российской Федерации Ольга Копылова, кандидат культурологии, член Совета Императорского православного палестинского общества Сергей Житенев, куратор Фонда и музея русской истории в Джорданвилле Михаил Перекрёстов и другие профессиональные исследователи. В Санкт-Петербурге в 2016 и 2017 годах были проведены две рабочие конференции, посвящённые результатам исследовательской работы. К 2019 году был подготовлен пакет документов для предоставления в Синодальную комиссию по канонизации. Канонизацию предполагается приурочить к завершению восстановления Скорбященского храма.

### Комментарии
1. ↑  В XIX веке разница в исчислении юлианского и григорианского календарей составляла 12 дней. В XX и XXI веках разница составляет 13 дней.
2. ↑  Александр Плотников, автор биографии Матроны, вышедшей в 1912 году, считал, что Нестерова — девичья фамилия Агафьи. В то же время Юревичиене на основании архивных документов сообщает, что Агафья была дочерью Нестера Иванова из деревни Антоново, 1780 года рождения. Дату рождения Матроны Плотников не знал.
3. ↑  Александр Плотников называет трёх её братьев в следующей последовательности: Макар, Александр и Иван[2].
4. ↑  О детях Матроны сохранилась скудная информация: Иван жил в Санкт-Петербурге отдельно от матери, работал на Обуховском сталелитейном Морского ведомства заводе с 1896 года (с небольшим перерывом на весну и лето 1897 года), он умер в 1905 году, Андрея уже в 1898 году не было в живых[8].
5. ↑  По другой версии, она поступила в сёстры милосердия, «спасаясь», по выражению Плотникова, от «больших огорчений», которые ей приходилось терпеть от мужа[18].
6. ↑  Наталия Черных и Светлана Девятова называли более 25 тысяч человек[56][29].
7. ↑  Юревичиене описывает судьбу могилы по-другому: завод резиновых изделий «Гуммилат» разместил в часовне, возле которой находилась могила, свой цех, а место захоронения оказалось под производственными отходами этого цеха[62].
8. ↑  Александр Плотников, однако, утверждал, что созданию монастыря помешала смерть Матроны и что через несколько дней после её смерти была создана группа почитателей странницы, ставившая задачу создания монастыря и перенесения туда останков почившей в соответствии с её завещанием[90][64].
9. ↑  Например, эта дата упомянута на сайте церкви иконы Божией Матери «Всех Скорбящих Радость»[123] и в книге «Русские святые и подвижники Православия. Историческая энциклопедия», вышедшей в 2010 году[1]. Эту же дату ошибочно называла профессор Светлана Девятова[6]. Магистр богословия и историк церкви, современник старицы Иван Баженов утверждал в статье в издании «Костромские епархиальные ведомости», что в паспорте Матроны был записан как дата рождения 1819 год[5].
10. ↑  Александр Плотников цитировал сообщения газеты «Ведомости Санкт-Петербургского Градоначальства и Столичной полиции» и журнала «Кронштадтский маяк» о смерти Матроны, которые утверждали, что «по паспорту ей значилось 92 года, а она говорила близким, что ей уже 97 лет»[124][125].
11. ↑  Оба они даже сообщали, что одежда схимонахини с деревянным наперсным крестом была на ней во время прощания с телом странницы и похорон[18][126].